# Palojärv
Palojärv är en sjö i sydöstra Estland. Den kallas även Kanepi Palojärv för att skilja den från andra sjöar med samma namn. Den ligger i Kanepi kommun i landskapet Põlvamaa, 200 km sydost om huvudstaden Tallinn. Palujärv ligger 130 meter över havet. Arean är 8,2 hektar. Den avvattnas av vattendraget Tirgutaja kraav som 2,5 km lång och mynnar i Mudsina järv. Den senare avvattnas av Kokõ oja som är ett biflöde till Estlands längsta flod, Võhandu jõgi.